# Consorzio nazionale riciclo e recupero imballaggi acciaio
Il Consorzio nazionale riciclo e recupero imballaggi acciaio, noto anche come Ricrea, è un consorzio attivo a livello nazionale per il riciclo degli imballaggi in acciaio. È stato istituito nel 1997, in ottemperanza al d.lgs. 22/97, successivamente sostituito dal d.lgs. 152/06. Ad esso aderiscono le aziende produttrici di imballaggi in acciaio.  Fa parte del sistema Conai.